# The Walker Brothers

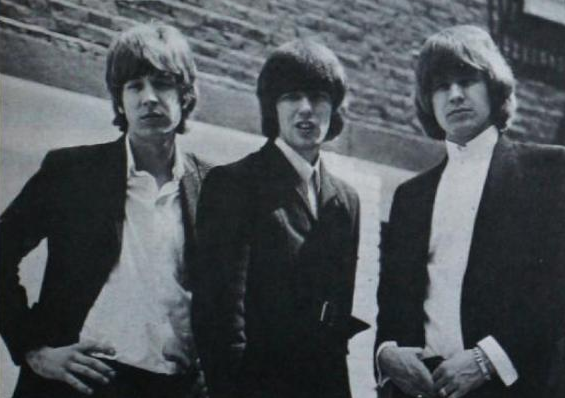
Skupina v roce 1965

The Walker Brothers byla americká popová skupina z 60. a 70. let 20. století. Tvořili ji Noel Scott Engel (* 1944), John Maus (* 1943) a Gary Leeds (* 1942). Všichni tři kromě svých občanských jmen používali v hudebním businessu příjmení Walker. Skupina začala společně vystupovat v USA v roce 1964 jako pokus postavit se proti tzv. britské pop invazi, nicméně vrcholu své kariéry dosáhli právě ve Velké Británii, do níž se v roce 1965 přestěhovali.

## Počátky kariéry
V počátku skupiny byl jejím hlavním iniciátorem John (zpěv, kytara). Scott obstarával doprovodný zpěv a hrál na baskytaru. Třetím členem byl tehdy bubeník Al Schneider. V této formaci vydali první singl „Pretty Girls Everywhere“ (Church/Williams), který ovšem prošel bez valného zájmu. Koncem roku 1964 se potkali s Gary Leedsem, který působil jako bubeník na britském turné v doprovodu zpěváka P. J. Probyho. Gary přesvědčil Johna a Scotta, aby změnili působiště a přestěhovali se do swingujícího Londýna. Předtím ještě nahráli svůj druhý single „Love Her“ (Mann/Weil), ve kterém Scott převzal roli hlavního zpěváka.

## Úspěch v Británii
Zkraje roku 1965 po změně působiště podepsala skupina kontrakt se společností Philips Records a začala koncerovat na ostrovech. Bubeníkem skupiny se stal Gary. Hlavním tahákem byl především baryton Scotta, který na popové scéně 60. let působil výjimečně. V červnu 1965 vstoupila „Love Her“ do UK Top 20. Úspěch byl nastartován.
Následující singl „Make It Easy on Yourself“ (Bacharach/David) nastoupil do Top 10 v srpnu 65 a na místo No.1 se dostal koncem září, kde vystřídal „I Can't Get No Satisfaction“, kultovní trhák od Rolling Stones. Dalším z řady úspěšných nahrávek Walkerů byla „My Ship Is Coming In“ (Brooks), která bodovala koncem roku 1965 na třetím místě hitparád. Vrcholu dosáhla skupina na jaře 1966, kdy se jejich „The Sun Ain't Gonna Shine Anymore“ (Crewe/Gaudio) stala druhým No.1 hitem v UK. Skladbu autoři původně napsali pro zpěváka Frankie Valliho z Four Seasons, který s ní ale žádné zázraky neudělal. Kolem Walker Brothers se v tu dobu strhla mánie, zejména mezi mladými děvčaty, srovnatelná s tou, kterou vyvolali Beatles tři roky předtím. S určitým zpožděním a poněkud menším ohlasem se Walker Brothers začali prosazovat i na své domovské scéně v USA.
Walkeři pokračovali v letech 1966 a 1967 se svým repertoárem rockových balad, nicméně ohlas již nebyl takový. Postupně vyšly SP tituly „(Baby) You Don't Have To Tell Me“ (Autell) v červenci 1966, „Another Tear Falls“ (Bacharach/David) v září 1966, „Deadlier Than The Male“ (Engel/Franz) v prosinci 1966 a „Stay With Me Baby“ (Ragovoy/Weiss) v únoru 1967.
Mimo skupinové projekty si jednotliví členové také občas zasólovali, zejména Scott, který v letech 1967 až 1969 vydal celkem čtyři sólová alba pod jednoduchými názvy „Scott 1“ až „Scott 4“. Na nich vydával skladby spíše šansonového typu, jsa ovlivněn například J. Brelem. Nicméně tlaky na psychiku Scotta, vnitřní třenice a názorové rozdíly způsobily, že po ukončení japonského turné v roce 1968 skupina ohlásila rozchod.

## Obnovení skupiny
Koncem roku 1974 se Scott, John a Gary rozhodli pokusit se o comeback a ohlásili obnovení The Walker Brothers a o rok později vydali nové album „No Regrets“. Titulní píseň alba byla vydána i jako SP (autor Rush) a dosáhla No.7 hitparád zkraje roku 1976. Později ještě vydali alba „Lines“ (1976) a „Nite Flights“(1978). Předchozí úspěch se však již nedostavil, mohutné aranže a vokály se už nenosily, takže se skupina rozpadla tentokráte definitivně.

## Pozdější aktivity
John Walker si vybudoval vlastní nahrávací studio v Kalifornii a čas od času vyjížděl na koncertní turné, na kterých předváděl svoje interpretace bývalých hitů. Poslední turné absolvoval v roce 2004. Dne 7. května 2011 John zemřel ve svém domě v Los Angeles na rakovinu. Gary Walker trvale působí v Anglii, v hudbě aktivně však nevystupuje. Scott Walker sporadicky nahrává a působí v lokálních kulturních akcích. Komerčně není příliš úspěšný, hudební kritici ho však hodnotí velmi dobře jako avantgardního umělce. V roce 2003 získal například ocenění Q Magazinu, podobně v roce 2006 obdržel MOJO Icon Award. Poslední album, na němž se podílel, vyšlo v roce 2014 („Soused“), kde spolupracoval s dvojicí Sunn O)))
John a Gary vydali roku 2009 vlastní biografii „The Walker Brothers: No Regrets – Our Story“. Písně „The Sun Ain't Gonna Shine Anymore“ a „Stay With Me Baby“ byly prominentně zařazeny do závěru filmu Loreny Scafariové „Seeking a Friend for the End of the World“ s Keirou Knightly a Stevem Carellem v hlavní roli (2012). Scottův život je předmětem filmového dokumentu „Scott Walker: 30 Century Man“ Stephena Kijaka z roku 2006. Výkonným producentem filmu byl David Bowie.

## Albová diskografie The Walker Brothers
- Take It Easy with The Walker Brothers (1965)
- Introducing The Walker Brothers (1965) (US album)
- Portrait (1966)
- The Sun Ain't Gonna Shine Anymore (1966) (US album)
- Images (1967)
- No Regrets (1975)
- Lines (1976)
- Nite Flights (1978)